# Kehraus
Kehraus (af kehren 'feje' og aus 'ud') eller Großvatertanz ('bedstefardans') er oprindelig navnet på en gammel tysk dans, kædedans, hvormed man tidligere afsluttede bryllupshøjtideligheden, umiddelbart før brudens uddansning og andre festligheder.
Enkelte steder – for eksempel i Thüringen – synges der til kehraus en vise der begynder: "Und als der Großvater die Großmutter nahm". Schumann har anvendt melodien flere gange, blandt andet i sidste sats af sine Papilions. Også Bach har indflettet den i sin Bauernkantate fra 1742.
Kehraus er ikke længere udelukkende benævnelsen på nogen særlig dans, men kan benyttes som betegnelse for den sidste afdansning, den hvormed man "fejer ud", navnlig når den har en lidt vild og fejende karakter, overført betydning.